# Omizodes
Omizodes is een geslacht van vlinders van de familie spanners (Geometridae), uit de onderfamilie Ennominae.

## Soorten
- O. complanata Prout, 1922
- O. ocellata Warren, 1894
- O. rubrifasciata (Butler, 1896)
- O. terinata Felder, 1875